# Phigalia melanaria
Phigalia melanaria là một loài bướm đêm trong họ Geometridae.